# 15e régiment du génie
Le 15e régiment du génie de Toul était spécialisé dans les chemins de fer de campagne à voies de 60, Système Péchot et Decauville, un outil stratégique lors de la Première Guerre mondiale et dans la ligne Maginot. 
Les installations de  voies de 60 aménagées à Toul, Verdun, Épinal et Belfort sont exploitées à l'origine par un personnel de mécaniciens et de chauffeurs appartenant aux Compagnie d'Ouvriers d'artillerie des Régiments d’Artillerie à pied (R.A.P.), batteries chargées de la construction et l'exploitation des voies de 60.
Ses « ancêtres » sont le 68e et 69e régiment d'artillerie à pied. La construction des voies ferrées des réseaux de l'artillerie au front (voie étroite) était faite par des batteries de Régiments d'Artillerie à Pied (R.A.P.) jusqu'en 1917, date à laquelle ces batteries sont regroupées au sein du 69e RA. Au front, les locomotives étaient exploitées par du personnel dépendant de l'artillerie. Celles de Voie étroite par des sections d'exploitation d'abord rattachées à des Régiments d'Artillerie à Pied (R.A.P.) puis au 68e Régiment d'Artillerie à partir de 1917, le 68e R.A absorbe le 69e RA dissout. Après la Première Guerre mondiale, l'artillerie n'a plus besoin de son régiment, et le génie le récupère. Le génie s'occupait alors de la logistique. Les bataillons de combat du génie, s'occupaient donc des voies de 60 et de 40.
L'historique et l'utilisation du chemin de fer militaire en France font l'objet d'un article détaillé : Chemin de fer militaire (France).

## Création et différentes dénominations
- Le 1er avril 1922, création du 68e Régiment du Génie, par modification nominale du 68e RA., dissous le 10 avril 1923 pour laisser place au 15e RG.
- Le 15e régiment de sapeurs de chemin de fer est créé officiellement le 18 avril 1923 par transformation du 68e régiment du génie[3]. Il comprend :

- 1 état major
- 1 compagnie Hors-Rang (Effectif 129 hommes dont 50 sapeurs conducteurs)
- 3 bataillons de 4 compagnies, soit 12 compagnies de 125 hommes chacune.
Ces 12 compagnies sont constituées provisoirement comme suit :
- 5 compagnies effectives à Toul (1er, 2e, 5e, 6e et 7e compagnies)
- 4 compagnies cadres à Toul (3e, 9e, 10e et 11e compagnies)
- 1 compagnie effective à Épinal (4e compagnie)
- 1 compagnie effective à Belfort (8e compagnie)
- 1 compagnie effective à Chartres (12e compagnie)
Effectif théorique : 52 officiers; 190 sous-officiers; 159 caporaux et 1 280 hommes de troupe.
- Juillet 1940 dissolution des unités de Chemins de Fer issues du 15e régiment du génie

## Chef de Corps
- Avril 1923 - Décembre 1925 :     Colonel Bachellery  [2]
- Janvier 1926 - Mai 1929 :        Colonel Blanc
- Août 1929 - Septembre 1931 :     Colonel Hatt
- Septembre 1931 - Septembre 1933 :Colonel Suchet
- Octobre 1933 - Octobre 1934 :    Lieutenant-colonel Martin
- Novembre 1934 - Novembre 1935 :  Colonel Doizelet
- Janvier 1936 - Janvier 1938 :    Colonel Metrot
- Février 1938 - Septembre 1939 :  Colonel Bernot

## Galerie

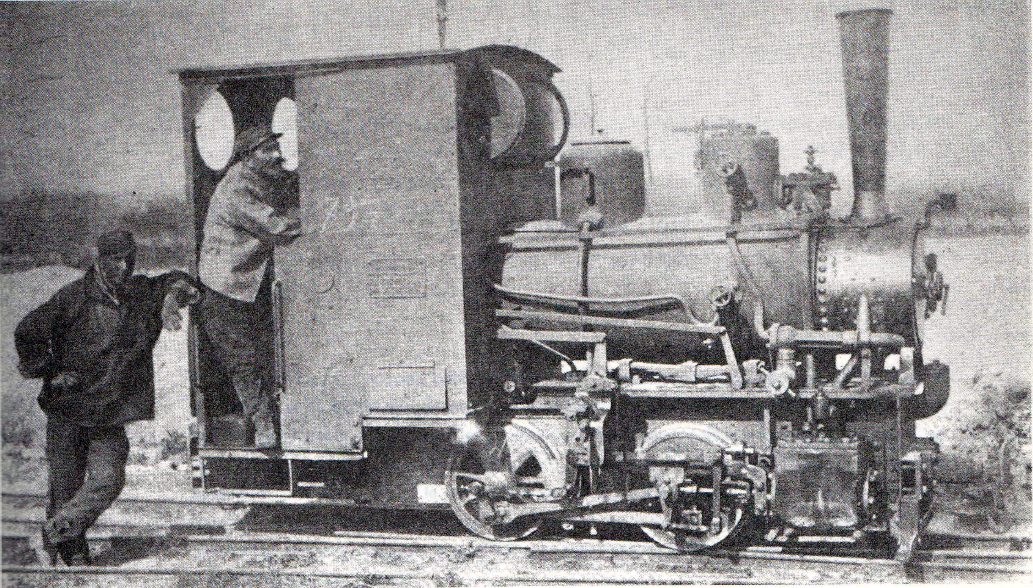
Locomotive Decauville 0-2-0 T "Alsace"
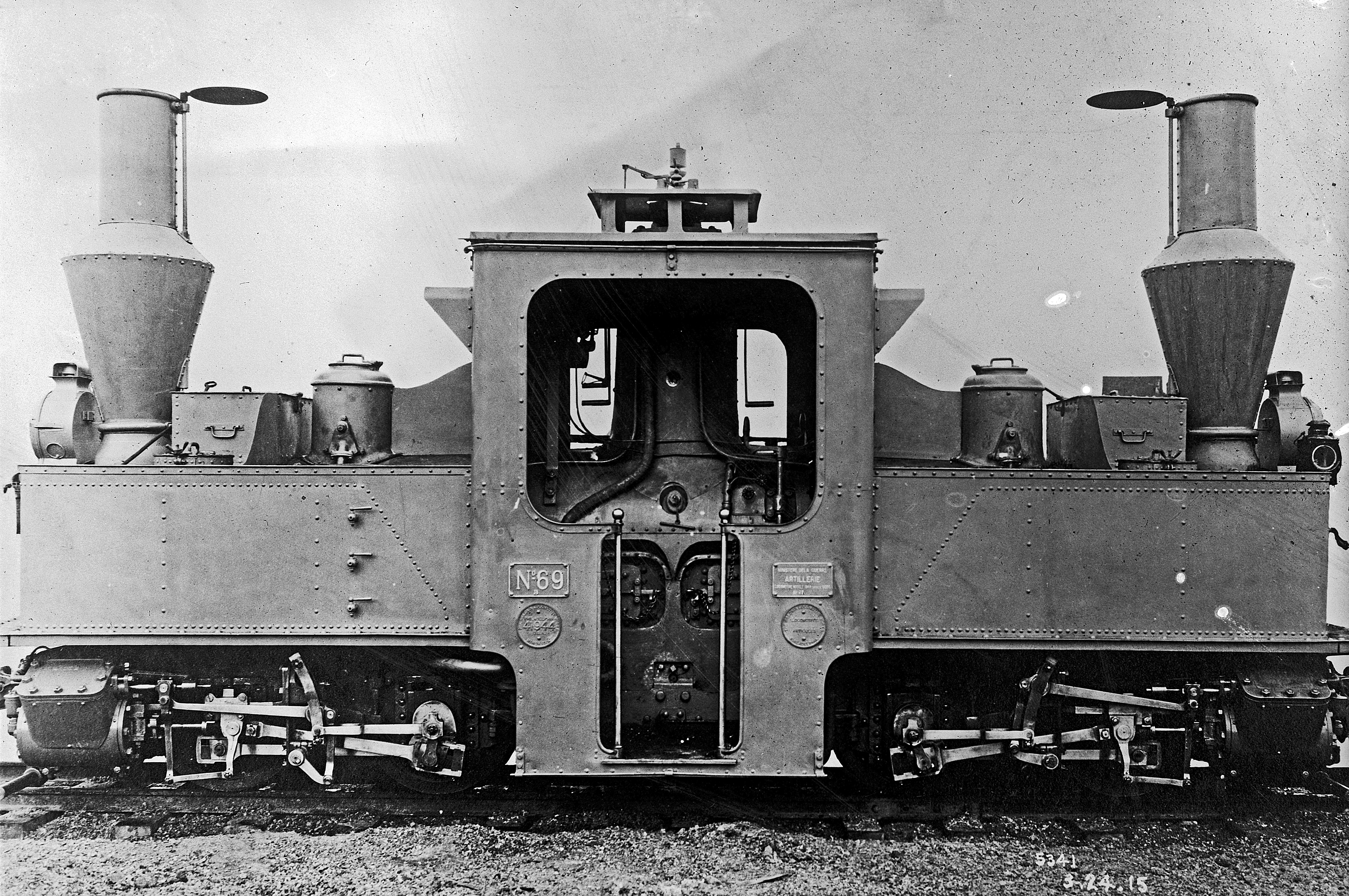
Locomotive Péchot-Bourdon

## Historique

### Entre-deux-guerres
- En 1919, le 68e RA stationne à Metz et son dépôt est à Épinal. Le 10 juin 1922, la portion centrale est transférée à Toul et installée dans les casernes Teulié, Dedon et Marceau. Le polygone d'instruction d'Écrouves est agrandi. En 1923, il occupe également la caserne Bautzen. Le 68e régiment du Génie ne peut garder cette appellation, le terminal "8" étant réservé aux unités de sapeurs télégraphistes. La constitution de la brigade des chemins de fer et la spécialité le destine à porter le numéro 15, ce qui est fait le 10 avril 1923. Dans un premier temps, le régiment est exclusivement tourné vers la voie de 0,60. Cependant, les dissolutions successives des unités de voies ferrées lui permettent d'accueillir un bataillon de voie normale avec l'affectation d'un bataillon jusqu'alors à l'armée du Rhin.

- Le 15e RG est initialement formé à 3 bataillons voie de 60, puis par modification de structure, n'en conserve que deux. Après la dissolution de l'Armée du Rhin, le bataillon[note 1] VF rejoint le 15 qui dispose alors de 2 Bataillon de voie de 60 et un Bataillon voie normale.

- En 1925, deux détachements de mécaniciens de locomotives, l'un de 25, l'autre de 15, sont dirigés les 20 août et 17 septembre sur le Maroc pour renforcer le 51e Bataillon du Génie[2].

- Le 5 décembre 1927, le Chef de Corps reçoit du Ministre de la Guerre un message téléphonique relatif à la réparation urgente des dégâts causés par les inondations d'Oranie au réseau ferré algérien. Trois jours plus tard, une compagnie de volontaires est constituée : la 3e compagnie, sous les ordres du Capitaine Genet; Elle est dirigée sur Oran où les travaux durent quatre mois (15 décembre 1927 au 30 mars 1928). Au réembarquement de la compagnie, le gouverneur général de l'Algérie adresse ses félicitations aux officiers, sous-officiers, caporaux et sapeurs du détachement[2].
- Pour effectuer une reconnaissances des ouvrages d'art en pays rhénan, le ministre prescrit le 12 décembre 1927 : " un détachement commandé par le Lieutenant Jautée sera maintenu à l'Armée du Rhin. Les 20 gradés et sapeurs nécessaires seront prélevés sur le 15e Régiment du Génie, sur le Bataillon provenant du 52e Bataillon de l'Armée du Rhin dissout, et affectés au 12e régiment du génie. La relève du personnel de ce détachement à sa libération sera faite par les soins du 15e Régiment du Génie".  Le détachement termine sa mission le 1er février 1929[2].

- Un groupe d'hommes du 15e Régiment de Génie ont participé au cours de l'été 1934 à la construction de la voie de 60  de l'ouvrage de Roche la Croix dans le massif de l'Ubaye dans le secteur fortifié du Dauphiné, ligne Maginot Alpine.

### Seconde Guerre mondiale
- Le 15e Régiment de Sapeurs de Chemin de Fer, 1939 en garnison à Toul intervient dans la ligne Maginot. Le 15e RG a réalisé des obstacles anti-char en 1940, en mettant sur champ ses tronçons de voie Decauville.
- Dissous dans le cadre de l'armistice en juillet 1940

#### Batailles et combats
- 1940 :
  - 25 au 30 mai 1940 Poche de Lille

## Drapeau et traditions
Le 15e RG, régiment de voie de 60 avait la garde de deux fanions de traditions de Compagnie d'Ouvriers d'artillerie des Régiments d’Artillerie à pied (R.A.P.), batteries des R.A.P., chargées de la construction et de l'exploitation des voies de 60. L'emblème du 15e RG arbore la locomotive Péchot Bourdon (Decauville).
Le drapeau porte, cousues en lettres d'or dans ses plis, les inscriptions suivantes:
Par ce drapeau, se trouve assurée la continuité entre les canonniers des 68e et 69e régiment d'artillerie à pied, les Sapeurs des Chemins de Fer des 68e Régiment du Génie et 15e régiment du génie et les Sapeurs de l'Air du 15e régiment du génie de l'air.
On notait la présence, dans la caserne Thouvenot-Bautzen, à Toul, de matériel de voie de 60. Le seul locotracteur Schneider survivant connu était le Monument aux Morts, lien avec les sapeurs de la voie de 60 décédés au combat. Il y avait également une plateforme d'artillerie Péchot Modèle 1888. 
Le monument aux morts de la voie de 60 a été dressé le 16 mars 1929 dans la salle d'honneur du 15e R.G. Une prise d'armes avec défilé a eu lieu à cette occasion dans la cour du quartier Bautzen en présence du Préfet de Meurthe-et-Moselle, du général de division Commandant le 20e C.A., du général commandant la Brigade de Chemins de Fer, de l'Association des Officiers de la Voie de 60 et de l'Association des Anciens Combattants de la voie de 60.

Le 30 juin 1934 est inauguré le Musée de la voie de 60 offert au 15e R.G. par l'Association des Anciens Combattants de la voie de 60. Inauguration placée sous la présidence du Ministre, représenté par le Général de division Tulpin commandant la 20e Région Militaire qui passe une revue des troupes, accompagné du général Dreux commandant la Brigade de Chemins de Fer, en présence du général Schweisguth commandant la 3e Brigade Nord-Africaine et représentant le Commandant d'Armes.
Un Livre d'Or de la voie de 60, préfacé par le général Weygand, de l'Académie française, ancien inspecteur général de l'Armée a été constitué en 1935 par l'Association des Officiers de Chemins de Fer de Voie de 60. Ce livre déposé au Musée de la voie de 60 et contenant les citations accordés au cours de la Guerre 1914-1918 à la voie de 60 a malheureusement disparu dans la tourmente de juin 1940.
Après la dissolution en 1940 des unités de Chemins de Fer issues du 15e régiment du génie, le drapeau est préservé des outrages de l'occupant. En 1942, il se trouve au 9e Bataillon du Génie à Roanne; au mois de novembre, le Colonel Legrand le dissimule dans une cave du Musée Descholette à Roanne. Il est gardé ensuite par Madame Vagneron, veuve de l'adjudant-chef Vagneron du 152e Régiment d'Infanterie à Riorges Loire. Il est repris ensuite par le colonel Legrand du 152e Régiment qui le verse au Service Historique le 8 mars 1946. Le 28 juin 1951, il est remis au 15e Bataillon du Génie de l'Air, sur la place d'armes du Quartier Thouvenot à Toul; le ministre et le secrétaire d'État aux Forces Armées sont présents, ainsi que les généraux d'armée aériennes Lecher et Vallin.
Le drapeau devient l'emblème du 15e régiment du génie de l'air, constitué le 1er octobre 1951.

## Personnalités ayant servi au15eRG
Georges Bonnet Il est affecté pour son service militaire au 15e régiment du Génie en novembre 1925. Admis à suivre les cours d'EOR à l'École militaire du Génie, il est ensuite affecté au 9e régiment du génie à Metz et libéré du service en novembre 1926 comme sous-lieutenant de réserve. Il se rallie aux Forces françaises libres fin août 1940.
- Chevalier de la Légion d'honneur
- Compagnon de la Libération - décret du 17 novembre 1945
- Croix de guerre 1939-1945 (4 citations)

## Sources et bibliographie
- Précis des unités du Génie de 1793 à 1993 (ND) par le Cne(er) Giudicelli et le Maj(er) Dupire.
- Manuel du poseur, Génie militaire français.
- Guy François, « Les hommes et les unités de la voie de 0,60 m en 1914-1918 », Voie Étroite,‎ 2010
- Alain Meigner, Le chemin de fer militaire à voie de 60. Vie et œuvre du colonel Péchot, Colmar, Jérôme Do. Bentzinger, 2007